# نخر دورانغوي
نخر دورانغوي (الاسم العلمي:Tilletia durangensis) هو نوع من الفطريات يتبع جنس النخر من الفصيلة النخرية.